# Peñón Blanco
Peñón Blanco é um município do estado de Durango, no México.